# Sulla piazza di Rio me le faccio tutte io
Sulla piazza di Rio me le faccio tutte io (Memórias de um Gigolô) è un film del 1970 diretto da Alberto Pieralisi basato su un libro di Marcos Rey. Fu il quarto film più visto quell'anno in Brasile, con 1.277.932 spettatori.

## Trama
Dopo la morte della zia, un uomo si trasferisce in casa di un pappone. Successivamente si innamora di una prostituta ma, per stare con lei, ha bisogno di separarla dal suo attuale amante.

## Distribuzione
Il film fu distribuito in Italia nel 1973 con il divieto per i minori di 18 anni.